# قرار مجلس الأمن التابع للأمم المتحدة رقم 1567
قرار مجلس الأمن التابع للأمم المتحدة رقم 1567، المتخذ بالإجماع في 14 تشرين الأول / أكتوبر 2004 ، بعد الإشارة إلى القرارات 827 (1993) و1166 (1998) و1329 (2000) و1411 (2002) و1481 (2003) و1503 (2003) و1534 (2004)، أحال المجلس قائمة المرشحين لشغل مناصب قضاة دائمين في المحكمة الجنائية الدولية ليوغوسلافيا السابقة إلى الجمعية العامة للنظر فيها.

فيما يلي قائمة المرشحين الـ 22 التي تلقاها الأمين العام كوفي عنان:
- كارمل أ. أجيوس (مالطا)
- جان كلود أنتونيتي (فرنسا)
- إيان بونومي (المملكة المتحدة)
- ليو داكون (الصين)
- محمد أمين العباسي المهدي (مصر)
- الحاج عبد القادر امبريش (ليبيا)
- ريغوبيرتو إسبينال إيرياس (هندوراس)
- أو-غون كوون (كوريا الجنوبية)
- تيودور ميرون (الولايات المتحدة).
- باكون ميليما مولوتو (جنوب أفريقيا)
- بريسكا ماتيمبا نيامبي (زامبيا)
- ألفونسوس مارتينوس ماريا أوري (هولندا)
- كيفن هوراس باركر (أستراليا)
- فاوستو بوكار (إيطاليا)
- ينيي أولونغو (جمهورية الكونغو الديمقراطية)
- شارادا براساد بانديت (نيبال)
- فونيمبولانا راسوازاناني (مدغشقر)
- باتريك ليبتون روبنسون (جامايكا)
- فولفغانغ شومبورغ (ألمانيا)
- محمد شهاب الدين (غيانا)
- كريستين فان دن وينغيرت (بلجيكا)
- فولوديمير أ.فاسيلينكو (أوكرانيا)

## روابط خارجية
- نص القرار في undocs.org